# Torre Sala de la Font
La Torre Sala de la Font és una casa eclèctica de Torrelavit (Alt Penedès) inclosa a l'Inventari del Patrimoni Arquitectònic de Catalunya.

## Descripció
Edifici situat a l'interior del nucli urbà de Lavit. El conjunt de Lavit tracta de cases urbanes interessants per la seva composició de façana i per les decoracions florals o pels coronaments (de formes ondulades, esglaonades, amb ràfec o cornisa).